# Inverness, Illinois
Inverness är en ort (village) i Cook County, i delstaten Illinois, USA. Enligt United States Census Bureau har orten en folkmängd på 7 433 invånare (2011) och en landarea på 16,9 km².